# De timmermansdochter
De timmermansdochter of Dülger kızı is een sprookje uit Turkije.

## Het verhaal
Lang geleden, toen de zeef nog in het stro lag, toen de vlieg nog kapper was en de kameel nog boodschapper, leefde er een timmerman. Zijn vrouw en hij willen graag een kind en op een dag maakt hij een levensgrote meisjespop en verft haar gezicht. Hij kleedt de pop aan en zet haar voor het raam en houdt van haar alsof het zijn echte kind is. De zoon van de padisjah komt langs het huis en hij wordt verliefd op het meisje. In het kasteel vraagt hij zijn moeder om het meisje te laten ontbieden. De afgezanten van de koningin komen bij de timmerman en zijn vrouw en vragen de dochter. De timmerman en zijn vrouw vragen bedenktijd, ze zullen gestraft worden als de padisjah merkt dat ze zijn zoon voor de gek houden met een houten pop.
Als de afgezanten de volgende dag terugkomen, zeggen ze dat de dochter op één voorwaarde mee zal gaan. Niemand mag haar zien totdat ze in de bruidskamer is. De prins stemt in met het voorstel en het hele volk viert veertig dagen en nachten feest. De timmermansvrouw verzint een list, ze neemt een zware steen mee. Als ze naast de rivier zijn met de koets, bindt ze de steen aan de pop. De timmermansvrouw gooit de houten pop in het water en begint te schreeuwen. Zwemmers en duikers zoeken in de rivier en één pakt haren en trekt een levend meisje naar boven. Het meisje is zo mooi als de volle maan en de timmermansvrouw is erg verbaasd.
Ze komen bij het paleis en het meisje gaat met haar moeder naar de bruidskamer, waarna de moeder vertrekt. Het meisje doet de deur op slot en laat de prins niet binnen. De volgende ochtend gaat de prins boos naar zijn moeder en hij wil de dochter van de grootvizier. De moeder zegt dat hij geduld moet hebben, maar hij luistert niet. De nieuwe bruid komt in het paleis en ze komt bij de kamer van de eerste bruid. Ze wordt binnengelaten en ze ziet de vrouw, zo mooi als een fee, borduren met haar eigen gouden haar. Ze kussen en begroeten elkaar en de eerste vrouw roept om koffie, en dit verschijnt op een dienblad.
Een bord en mes komen na een nieuwe oproep en de timmermansdochter snijdt vijf van haar vingers in plakjes en zegt Ya Allah, ya bismillah (O God, in de naam van God). De plakjes veranderen in komkommerschijfjes en ze eten en drinken. De tweede vrouw gaat naar haar eigen kamer en snijdt haar vingers af en valt dood neer. De prins wordt woedend en gaat naar de kamer van de timmermansdochter, maar wordt niet binnengelaten. Hij zegt met een nieuwe vrouw te trouwen, maar nog wordt de deur niet open gedaan. De prins trouwt met de dochter van de tweede vizier en ook zij komt op een dag bij de kamer van de timmermansdochter.
Ze wordt binnengelaten en na een vriendelijke begroeting roept de timmermansdochter een frituurpan met kokende olie op. Ze doopt haar hand in de pan en haar vijf vingers bakken en worden heerlijke vissen. Ze eten de vis en als de dochter van de vizier in haar eigen kamer komt, laat ze een frituurpan brengen. Ze stopt haar hand in de pan en gaat in de lucht op. De prins wordt weer erg kwaad en gaat naar de kamer van de timmermansdochter, maar ze doet de deur niet open. Hij zegt dat er bloed aan haar handen kleeft en hij trouwt met de dochter van de derde vizier.
Ook deze vrouw komt bij de timmermansdochter en ze ziet hoe een oven verschijnt als de timmermansdochter hier om vraagt, waarna de timmermansdochter zichzelf naar binnen werpt. Ze draait naar links en naar rechts en er komt een roodbruin gebraden lam naar buiten, de timmermansdochter komt ook levend uit de oven. Ze eten en drinken en de dochter van de vizier gaat naar haar eigen kamer. Ze laat een oven brengen en gaat naar binnen, waarna ze tot as verbrand. Op een avond verschijnt een oude man voor de prins en hij vraagt waarom de prins er zo ellendig uitziet.
De prins vertelt wat er is gebeurd en hoort van de oude man dat hij een uur voor het avond wordt voor de kamerdeur moet gaan staan. Hij moet zeggen dat er een groot gezelschap komt en dat er tien verschillende gerechten bereid moeten worden. De prins moet dan luisteren naar wat er gebeurt en de grijsaard verdwijnt in het niets. De prins doet wat er is gezegd en hoort hoe de gerechten netjes op hun plaats komen en de tafel wordt gedekt. Peper en zout luisteren echter niet, ze maken ruzie over wie er eerst zal gaan.
De timmermansdochter wordt boos en roept ze bij de naam van haar moeder de Zon en haar vader de Maan tot zich. Peper en zout komen aangerend en de prins is stomverbaasd. Hij begrijpt dat zijn eerste vrouw een feeëndochter is en hij roept bij het hoofd van haar vader de Maan en haar moeder de Zon open te doen. De deur gaat open en de prins legt haar handen in de zijne. De timmermansdochter vertelt dat hij neerbuigend was en dat het haar niet bevalt dat hij meteen met een ander trouwt als hem iets niet bevalt.
De timmermansdochter vergeeft de prins, omdat hij haar ten slotte toch bij de naam van haar vader de Maan en haar moeder de Zon heeft genoemd. Opnieuw wordt er veertig dagen en veertig nachten bruiloft gevierd in het rijk. Laten wij op hun troon gaan zitten, om te zien wat ons dat zal brengen.

## Achtergronden
- Het sprookje werd verteld door de moeder van Ulviye Kiper, een student van Boratav, in 1947. Het verscheen in Zaman zaman içinde van Pertev Naili Boratav in 1957.
- Het sprookje is bekend in Kastamonu, Istanboel, Ankara, Sivas, Amasya, Kars, Erzurum en İzmir.
- Er zijn talloze Turkse volksverhalen over kinderloze echtparen die een kind maken uit hout, was, katoen of deeg. Uiteindelijk wordt dit een levend wezen.
- In 1880 begon Carlo Collodi aan Storia di un burattino (Het verhaal van een marionet), dat in wekelijkse afleveringen werd gepubliceerd in het kinderblad Il Giornale dei Bambini, dit werd het verhaal van Pinokkio (Italiaans: "stukje pijnboom"). Deze houten pop van Gepetto wordt door een Blauwe Fee tot leven gewekt in de Disneyfilm uit 1940.
- Er bestaat een oud Turks wiegeliedje over een steen-baby (Taş bebek) met hetzelfde thema.
- Koffie speelt een rol in het volksgeloof, het wordt gebruikt om de toekomst te voorspellen. Cafeïne kan slapeloosheid veroorzaken.
- Water brengt de houten pop tot leven, water is in het oude geloof van het nomadenvolk levengevend, heilzaam en goddelijk. Elementen uit het oude volksgeloof, zoals genezingsrituelen, zijn nog te vinden in de verhalen en gebruiken. De onderdompeling in water haalt iemand uit een betovering en laat iemand tot leven komen. Denk ook aan het levenswater, zie bijvoorbeeld Het water des levens. Het levenswater komt in veel verhalen voor, de fontein des levens of fons vivus is een oudtestamentisch symbool. Zie ook Elixer, Qi, Eau de vie, Aquavit, Usquebaugh. Baba Jaga zou de beschermster van het levenswater zijn. Ook in de film Dune, Het spook van Bommelstein en Pirates of the Caribbean: At World's End komt levenswater voor.
- Het kleine, grijze of oude mannetje treedt vaak op als helper van de mens, maar kan ook boosaardig zijn. Denk ook aan een kabouter, dwerg, gnoom, trol of onderaardse geest. Zie hiervoor ook De drie mannetjes in het bos (KHM13), Het zingende botje (KHM28), De kabouters (KHM39), Repelsteeltje (KHM55), De bijenkoningin (KHM62), De gouden gans (KHM64), Het aardmanneke (KHM91), De geest in de fles (KHM99), De jood in de doornstruik (KHM110), Vogel Grijp (KHM165), Sterke Hans (KHM166) en De geschenken van het kleine volkje (KHM182).
- Naast bovennatuurlijke eigenschappen, gedragen feeën zich in de volksverhalen ongeveer als gewone mensen. Ze worden vaak verliefd op mensen en trouwen.
- Een oven staat in sprookjes vaak voor de onderwereld.
- De timmerman houdt van de houten pop alsof het een mens is en ook de prins wordt verliefd op haar. De pop komt tot leven en de vingers van de pop zijn onschendbaar, ze komt zelf heelhuids uit de oven.
- Poppen (van hout, steen of andere materialen) zijn over de hele wereld bekend. De eerste poppen hadden een religieuze functie en dienden niet als speelgoed. Soms werden poppen als geluksbrengers cadeau gegeven. In Afrika dienden poppen als speelgoed voor meisjes en als middel om de vruchtbaarheid van de jonge vrouw te verzekeren. Poppen worden ook bij voodoo gebruikt. In Indonesië worden poppen gebruikt in het schimmenspel. In het Oud-Javaanse gedicht kakawin Arjunawiwaha (ca. 1028 en 1035 over het wajangspel) staat geschreven: er zijn er toeschouwers die wenen; ze worden verdrietig en raken van streek, ook al weten ze best dat het gesneden leer is dat beweegt en praat, zo is het ook met iemand die gehecht is aan de zintuiglijke waarnemingen, hij beseft niet dat ze er in wezen niet zijn, dat alle dingen illusie zijn.
- Ook in De gelaarsde kat speelt de redding uit de rivier een grote rol, hier heeft een kat menselijke eigenschappen.
- In Vrijer Roland wordt de ware bruid pas herkend als ze begint te zingen.
- In Turkije gaat ongeveer de helft van alle volksverhalen over het hebben van kinderen.